# 伯希刺疣蘚
伯希刺疣蘚（学名：Trichosteleum boschii）为錦蘚科刺疣蘚屬下的一个种。